# Duarte Lôbo
Duarte Lobo, llatinitzat Eduardus Lupus (vers 1565 a Lisboa - Idem. 24 de setembre, 1646) va ser un compositor portuguès del Renaixement. Va ser considerat el compositor més famós del seu país en aquell moment; la seva obra pertany a l'anomenada "època daurada" de la polifonia portuguesa.

## Biografia
Lobo va ser alumne de Manuel Mendes a Évora, on probablement va tenir la seva primera posició com a director de banda a la catedral d'allà. El 1591 Lobo es va convertir en director de banda de la "Catedral Sé Patriarcal" de Lisboa. Va signar les seves obres amb la forma llatinitzada del seu nom.
Han sobreviscut sis volums de música sacra d'ell, incloent misses, antífones, respostes i motets.
Tot i que la seva vida es remunta a l'època barroca, l'estil musical de Lobo es va mantenir força conservador a causa de la ubicació geogràfica perifèrica de Portugal a Europa.